# 川嶋勝重
川嶋 勝重（かわしま かつしげ、1974年10月6日 - ）は、日本の元プロボクサー。千葉県市原市出身。元WBC世界スーパーフライ級王者。c千葉県長南高等学校（現・茂原北陵高等学校）卒業。

## 人物
高校時代は野球部に所属。卒業後、地元の企業に就職するが友人のボクシングの試合を観戦し、感動したのを機にプロボクサーになることを決意する。1995年、元WBC・WBA世界ストロー級（現:ミニマム級）王者の大橋秀行が会長を務める大橋ジムに入門。
トレーナーは松本好二（元OPBF東洋太平洋フェザー級王者。大橋会長とは横浜高校ならびにヨネクラジムの先輩・後輩の間柄）、妻はジムの練習生だった。
川嶋がトランクスに縫いつけられていた「S.T」のイニシャルは、日比谷線脱線事故で亡くなった川嶋のジムの後輩のものであった。事故以降、試合前には後輩の仏前で必勝を誓うことが恒例となっていた。
ジムに入門するまでボクシング経験は全くなく、不器用であったためプロテストを志願するも大橋会長に2度却下された（プロテスト自体は一発合格）。練習生だった頃の川嶋は大橋会長曰く「光るもののない選手」であった。
5戦5敗の選手とのスパーリングで一方的に打たれ、過呼吸で倒れたことがあった。

## 来歴
1997年2月20日、プロデビュー。
1997年11月8日、東日本ジュニアバンタム級（現:スーパーフライ級）新人王獲得。同年12月20日の全日本新人王決定戦に出場するも、中野博に6回判定で敗れる（プロ初黒星）。
1999年4月28日、所属ジムの大橋秀行会長とも対戦経験のある元WBC世界ストロー級（現:ミニマム級）王者ナパ・キャットワンチャイ（タイ）とノンタイトル戦を戦い、5回終了TKO勝ち。
2000年12月11日、東洋太平洋バンタム級王者ジェス・マーカ（フィリピン）に挑戦したが、12回判定負けで王座獲得ならず。
2001年8月27日、元WBA世界スーパーフライ級王者ヨックタイ・シスオー（タイ）とのノンタイトル10回戦に判定勝ち。この勝利で世界ランク入りを果たした。
2002年4月20日、日本スーパーフライ級王者佐々木真吾に挑戦し10回判定勝ち。王座獲得に成功した（1度防衛後、王座返上）。
2003年6月23日、世界初挑戦。WBC世界スーパーフライ級王者徳山昌守に挑むが、12回判定負けを喫し王座獲得はならなかった。
2004年6月28日、徳山に再挑戦。初回に2度のダウンを奪い1分47秒TKO勝ち。徳山のV9を阻み、悲願の世界王座奪取を果たした。その後、2度の防衛に成功。
2005年7月18日、3度目の防衛戦で徳山と3度目の対戦を行う。最終・12回にダウンを奪った以外は見せ場らしい見せ場を作ることが出来ず、大差で川嶋の判定負け。前王者の雪辱を許す格好になった。
2006年9月18日、世界王座返り咲きを懸け、WBC世界スーパーフライ級暫定王座決定戦に出場しクリスチャン・ミハレス（メキシコ）と対戦。川嶋もフルラウンドの死闘を展開したが、僅差の判定で敗れ王座返り咲きならず。川嶋は試合後、現役引退を表明したが1か月後に撤回した。
2007年1月3日、川嶋はボクシング・グランプリ2007の大将戦（メインカード）で徳山の引退・王座返上で正規王者に昇格したミハレスと再戦したが、10回　コーナーに追い込まれ滅多打ちにされたところでTKO負け。川嶋の雪辱はならなかった。
2008年1月14日、WBA世界スーパーフライ級王者のアレクサンデル・ムニョス（ベネズエラ）に挑戦。序盤は川嶋のペースで試合が進んだが中盤以降、ムニョスの手数が勝り始め、11回にはムニョスのストレートで腰を落としかける場面もあった。試合は判定に縺れ込んだが0-3で敗戦。川嶋の王座返り咲きはまたしてもならなかった。川嶋はこの試合を最後に正式に引退した。
現在はテレビ東京系のBSジャパンでボクシング中継が行われるときに解説を務めるなどしている。川嶋の妻が経営するアクセサリー店で職人としての修業を始め、2009年6月上旬には恩師・大橋秀行に依頼されたボクシンググローブ型のネックレスを納品した。

## 戦績
- アマチュアボクシング：1戦1勝（1KO）無敗
- プロボクシング：39戦32勝（21KO）7敗（1KO）

| 戦           | 日付           | 勝敗 | 時間     | 内容    | 対戦相手                               | 国籍           | 備考                                              |
| ------------ | -------------- | ---- | -------- | ------- | -------------------------------------- | -------------- | ------------------------------------------------- |
| 1            | 1997年2月20日  | ☆    | 2R 1:10  | KO      | 平賀忍 （ヤマグチ土浦）                | 日本           | プロデビュー戦                                    |
| 2            | 1997年5月30日  | ☆    | 2R 1:45  | KO      | 吉田宣彦 （ファイティング原田）        | 日本           |                                                   |
| 3            | 1997年8月4日   | ☆    | 4R       | 判定    | 久米尚平 （ライオンズ）                | 日本           |                                                   |
| 4            | 1997年9月30日  | ☆    | 4R 0:51  | KO      | 森木茂 （宮田）                        | 日本           |                                                   |
| 5            | 1997年11月8日  | ☆    | 6R       | 判定    | 高橋仁 （角海老宝石）                  | 日本           | 東日本ジュニアバンタム級新人王 トーナメント決勝戦 |
| 6            | 1997年12月20日 | ★    | 6R       | 判定    | 中野博 （畑中）                        | 日本           | 全日本ジュニアバンタム級新人王決定戦              |
| 7            | 1998年3月24日  | ☆    | 1R 2:39  | KO      | 佐々木顕次 （富士）                    | 日本           |                                                   |
| 8            | 1998年5月8日   | ☆    | 3R 2:40  | TKO     | 鎌田直樹 （京浜）                      | 日本           |                                                   |
| 9            | 1998年6月22日  | ☆    | 3R 2:39  | KO      | 木村司 （角海老宝石）                  | 日本           |                                                   |
| 10           | 1998年7月16日  | ☆    | 5R       | 判定    | 松下義和 （本田フィットネス）          | 日本           |                                                   |
| 11           | 1998年10月23日 | ☆    | 6R 1:49  | TKO     | 金田真英 （エイティーン）              | 日本           | KSD杯争奪B級トーナメントバンタム級決勝            |
| 12           | 1999年1月30日  | ☆    | 8R       | 判定    | 金長福                                 | 韓国           |                                                   |
| 13           | 1999年4月28日  | ☆    | 5R 3:00  | TKO     | ナパ・キャットワンチャイ               | タイ           |                                                   |
| 14           | 1999年8月3日   | ☆    | 4R 1:41  | KO      | ローランド・デュセラン                 | フィリピン     |                                                   |
| 15           | 1999年11月2日  | ☆    | 3R       | KO      | エドウイン・ガスタドール               | フィリピン     |                                                   |
| 16           | 2000年3月23日  | ☆    | 2R 0:49  | KO      | サン・シスナルポン                     | タイ           |                                                   |
| 17           | 2000年6月27日  | ☆    | 10R      | 判定    | 永井祐司 （沼田）                      | 日本           |                                                   |
| 18           | 2000年10月19日 | ☆    | 7R 2:50  | TKO     | 柳川荒士 （白井・具志竪）              | 日本           |                                                   |
| 19           | 2000年12月11日 | ★    | 12R      | 判定0-3 | ジェス・マーカ                         | フィリピン     | OPBF東洋太平洋バンタム級タイトルマッチ            |
| 20           | 2001年3月27日  | ☆    | 2R 2:22  | TKO     | ヨードチャイ・クンパラオラチャダー     | タイ           |                                                   |
| 21           | 2001年8月27日  | ☆    | 10R      | 判定3-0 | ヨックタイ・シスオー                   | タイ           |                                                   |
| 22           | 2001年12月4日  | ☆    | 4R 2:04  | KO      | シンダム・ケオウイサク                 | タイ           |                                                   |
| 23           | 2002年4月20日  | ☆    | 10R      | 判定2-1 | 佐々木真吾 （木更津グリーベイ）        | 日本           | 日本スーパーフライ級タイトルマッチ                |
| 24           | 2002年7月30日  | ☆    | 5R 2:34  | KO      | 結城康友 （ヨネクラ）                  | 日本           | 日本王座防衛1                                     |
| 25           | 2002年12月18日 | ☆    | 2R 2:26  | KO      | サックモンコン・シンマナサック         | タイ           | 第13回フェニックスバトル                          |
| 26           | 2003年6月23日  | ★    | 12R      | 判定0-3 | 徳山昌守 （金沢）                      | 韓国           | WBC世界スーパーフライ級タイトルマッチ             |
| 27           | 2003年10月18日 | ☆    | 10R      | 判定3-0 | 盧昊燮                                 | 韓国           |                                                   |
| 28           | 2004年1月15日  | ☆    | 2R 1:23  | KO      | デント・シッソパー                     | タイ           |                                                   |
| 29           | 2004年6月28日  | ☆    | 1R 1:47  | TKO     | 徳山昌守 （金沢）                      | 韓国           | WBC世界スーパーフライ級タイトルマッチ             |
| 30           | 2004年9月20日  | ☆    | 12R      | 判定3-0 | ラウル・ファレス                       | メキシコ       | WBC防衛1                                          |
| 31           | 2005年1月3日   | ☆    | 12R      | 判定2-1 | ホセ・ナバーロ                         | アメリカ合衆国 | WBC防衛2                                          |
| 32           | 2005年7月18日  | ★    | 12R      | 判定0-3 | 徳山昌守 （金沢）                      | 韓国           | WBC王座陥落                                       |
| 33           | 2006年1月9日   | ☆    | 5R 2:21  | TKO     | ペットクローンパイ・ソーターンティップ | タイ           |                                                   |
| 34           | 2006年4月3日   | ☆    | 8R 2:22  | TKO     | 文在春                                 | 韓国           | 第20回フェニックスバトル                          |
| 35           | 2006年9月18日  | ★    | 12R      | 判定1-2 | クリスチャン・ミハレス                 | メキシコ       | WBC世界スーパーフライ級暫定王座決定戦             |
| 36           | 2007年1月3日   | ★    | 10R 1:05 | TKO     | クリスチャン・ミハレス                 | メキシコ       | WBC世界スーパーフライ級タイトルマッチ             |
| 37           | 2007年6月4日   | ☆    | 3R 1:39  | KO      | 明在成                                 | 韓国           |                                                   |
| 38           | 2007年9月5日   | ☆    | 10R      | 判定3-0 | アディ・ウィグナ                       | インドネシア   | 第26回フェニックスバトル                          |
| 39           | 2008年1月14日  | ★    | 12R      | 判定0-3 | アレクサンデル・ムニョス               | ベネズエラ     | WBA世界スーパーフライ級タイトルマッチ             |
| テンプレート |                |      |          |         |                                        |                |                                                   |

## 獲得タイトル
- 第54回 東日本ジュニアバンタム級新人王[6]
- 第12回KSD杯争奪B級トーナメントバンタム級優勝
- 第25代日本スーパーフライ級王座（防衛1=返上）
- WBC世界スーパーフライ級王座（防衛2=陥落）

## 出演
- 『日本統一』